# Шумерлинський район
Шу́мерлинський район (рос. Шумерлинский район, чув. Çĕмĕрле районĕ) — муніципальне утворення в Чувашії (Росія).
Адміністративний центр — місто Шумерля, яке однак до складу району не входить, а утворює окремий Шумерлинський міський округ.

## Географія
Розташований на заході Чувашії. На півночі межує з Красночетайським і Аліковським, на сході з  Вурнарським, на півдні з Ібресинським і Поріцьким районами, на заході з Нижньогородською областю по річці Сурі. Територія району — 1 047,6 км (5,7 % площі республіки).

## Історія
Район утворений 9 січня 1935 року.

## Населення
Населення району становить 8495 осіб (2019, 10765 у 2010, 13298 у 2002).

## Адміністративно-територіальний поділ
На території району 11 сільських поселень:
| Поселення                             | Площа, км² | Населення, осіб (2002) | Населення, осіб (2010) | Населення, осіб (2019) | Центр           | Населені пункти |
| ------------------------------------- | ---------- | ---------------------- | ---------------------- | ---------------------- | --------------- | --------------- |
| Великоалгашинське сільське поселення  | 168,47     | 1241                   | 782                    | 563                    | Великі Алгаші   | 5               |
| Єгоркинське сільське поселення        | 56,29      | 1429                   | 1061                   | 783                    | Єгоркино        | 5               |
| Краснооктябрське сільське поселення   | 151,37     | 1170                   | 855                    | 625                    | Красний Октябр  | 7               |
| Магарінське сільське поселення        | 64,18      | 891                    | 780                    | 660                    | Верхній Магарін | 10              |
| Нижньокумашкинське сільське поселення | 81,35      | 997                    | 883                    | 788                    | Нижня Кумашка   | 5               |
| Русько-Алгашинське сільське поселення | 195,14     | 1049                   | 811                    | 657                    | Руські Алгаші   | 3               |
| Торханське сільське поселення         | 142,37     | 1473                   | 1179                   | 931                    | Торхани         | 6               |
| Туванське сільське поселення          | 61,73      | 1153                   | 913                    | 754                    | Тувани          | 4               |
| Ходарське сільське поселення          | 30,03      | 1375                   | 1173                   | 939                    | Ходари          | 4               |
| Шумерлинське сільське поселення       | 58,97      | 1054                   | 1037                   | 801                    | Шумерля         | 1               |
| Юманайське сільське поселення         | 37,47      | 1466                   | 1291                   | 994                    | Юманай          | 7               |

## Найбільші населені пункти
Населені пункти з чисельністю населення понад 1000 осіб:
| № | Населений пункт | Населення, осіб (2002) | Населення, осіб (2010) |
| - | --------------- | ---------------------- | ---------------------- |
| 1 | Шумерля         | 1 054                  | 1 037                  |

## Господарство
Шумерлинський район має промислово-аграрну спеціалізацію. У структурі промисловості на першому місці лісова і деревообробна галузь, потім машинобудування і металообробка, харчова, легка галузі. На території району є близько десятка пилорам.
На станції Мислець діяв лісотарний цех, в селі Алгаші — деревообробний комбінат.
Істотне місце в економіці району займає сільське господарство, яке спеціалізується на молочно-м'ясному тваринництві і вирощуванні зерна, картоплі, хмелю. Почала складатися приміська спеціалізація сільського господарства по вирощуванню овочів захищеного ґрунту, виробництва яєць.